# Курченко Василь Єрофійович
Василь Єрофійович Курченко (22 серпня 1902, містечко Глобине Кременчуцького повіту Полтавської губернії, тепер місто Полтавської області — 7 жовтня 1983, місто Глобине Глобинського району Полтавської області) — український радянський діяч, голова колгоспу імені Мічуріна Глобинського району Полтавської області. Герой Соціалістичної Праці (26.02.1958). Депутат Верховної Ради СРСР 5-го скликання. Депутат Верховної Ради УРСР 6—8-го скликань.

## Життєпис
Народився 9 (22) серпня 1902 року в селянській родині. Трудову діяльність розпочав у десятирічному віці наймитом у заможних селян.
У 1917—1930 роках — робітник Глобинського цукрового заводу на Полтавщині.
У 1930—1932 роках — уповноважений групи бідноти, а у 1932—1938 роках — голова правління колгоспу імені Куйбишева села Глобиного Глобинського району Харківської (потім — Полтавської) області.
У 1938—1939 роках — директор Погребівської машинно-тракторної станції Полтавської області; голова правління колгоспу «Друга п'ятирічка» села Глобиного Глобинського району Полтавської області.
Член ВКП(б) з 1939 року.
У 1939—1940 роках — заступник керуючого Глобинської районної контори «Заготскот» Полтавської області. У 1940—1941 роках — заступник директор Глобинської машинно-тракторної станції Полтавської області.
З червня 1941 року — в Червоній армії. Учасник німецько-радянської війни. У липні 1941 року був поранений під час боїв у районі міста Білої Церкви. У 1944—1945 роках служив заготівельником продовольчо-фуражного постачання 150-го армійського запасного стрілецького полку 27-ї армії 3-го Українського фронту.
У 1945 — квітні 1976 року — голова правління колгоспу імені Мічуріна селища Глобиного Глобинського району Полтавської області.
Урожайність зернових культур у колгоспі становила 29,9 ц/га, цукрових буряків — 288 ц/га, овочів — 190 ц/га. Завдяки керівництву Курченка господарство стало високоорганізованим сільськогосподарським кооперативним підприємством, спеціалізованим на відгодівлі свиней. За досягнуті успіхи у розвитку сільськогосподарського виробництва і виконання планів заготівель продуктів сільського господарства, колгосп імені Мічуріна 12 березня 1967 року першим в області нагороджений орденом Леніна, у жовтні 1968 року колгоспу присвоєно звання колективу комуністичної праці, а в 1971 році — звання «господарство високої культури землеробства». У рік 50-річчя утворення СРСР (1972) колгосп відзначено Ювілейною Почесною Грамотою ЦК КПУ, Президії Верховної Ради УРСР, Ради Міністрів УРСР та Укрпрофради, а у 1974 році нагороджено Перехідним Червоним прапором ЦК КПРС, Ради Міністрів СРСР, ВЦРПС та ЦК ВЛКСМ.
Курченко обирався делегатом XXII з'їзду КПРС, делегатом III Всесоюзного з'їзду колгоспників (1971), членом Всесоюзної Ради колгоспників (до 1976), членом Полтавського обласного комітету і Глобинського районного комітету КПУ, членом бюро Глобинського районного комітету КПУ.
З квітня 1976 року — персональний пенсіонер союзного значення. Похований у місті Глобиному на центральному цвинтарі. Могилу Курченка внесено до реєстру пам'яток історії та культури. Ім'я Курченка присвоєне Глобинській гімназії № 1.

## Звання
- старший сержант

## Нагороди
- Герой Соціалістичної Праці (26.02.1958)
- два ордени Леніна (1952, 26.02.1958)
- два ордени Трудового Червоного Прапора (1965, 1973)
- орден Жовтневої Революції (1972)
- медаль «За бойові заслуги» (4.06.1945)
- медаль «За перемогу над Німеччиною у Великій Вітчизняній війні 1941—1945 роках»
- Почесна грамота Президії Верховної Ради Української РСР (.09.1962)
- Заслужений працівник сільського господарства Української РСР (8.08.1972)